# Őshonos
Az őshonos vagy autochton (egyes helyeken idiochór, natív) kifejezést több területen is használják (az autochtont a geológiában is), jelentése "helyben keletkezett". A szakkifejezés a görög autosz (‘önmaga, ugyanaz’) és khthonosz (‘föld’) elemekből alakult ki. (Ellenpárja, az idegenhonos vagy allochton kifejezés.)
Magyarországon egyedülállóan olyan kertészeti növény és haszonállat fajtáknál, kultúrfajoknál is használatos, melyek nagyon régen kerültek az ország (Kárpát-medence) területére és azóta folyamatosan hozzátartoztak a terményszerkezethez, ha pedig azon kívül is megjelentek, onnan teljesen kipusztultak, illetve melyeket az országban évszázadok óta szinte változatlan formában tenyésztenek, így megőrizték ősi vonásaikat, tulajdonságaikat.

## Élőlények
Őshonosnak (vagy autochtonnak) a folyamatosan azon a helyen élő élőlényeket nevezzük, amelyen származástanilag, illetve földtörténetileg keletkeztek, valamely helyen előfordulásuk természetes. Amely faj csak kis távolságra, korábbi elterjedési területén belül terjed, azaz ha nem elterjedési területe, hanem az előfordulás gyakorisága nő meg, terjedő őshonos fajról beszélhetünk. Az olyan flóraelem pedig, amely őshonos ugyan, de meghatározott körülmények között képes nagy kiterjedésű (többé-kevésbé) monodomináns (egyeduralkodó) állományokat képezni a potenciális vegetáció többi fajának kiszorítása révén, az úgynevezett belső inváziós faj.
Az őshonos fajokat a gyakorlatban nem könnyű egyértelműen megkülönböztetni a szomszédos területekről történő bevándorlástól. Mivel az éghajlatváltozás miatt északra vándorló élőlények száma a 2000-es évek folyamán várhatóan folyamatosan nő, érdemes ezeket – elsősorban a természetvédelmi kezelés szempontjából – megkülönböztetni a más kontinensekről bekerülő fajoktól. Az elterjedési terület (área) kiterjedésének folyamata az expanzió.
Európában általánosan azokat a fajokat tekintik őshonosnak, amelyek a jégkorszakot helyben túlélték, vagy már a neolitikum előtt visszatelepedtek, mivel azt megelőzőleg a döntően vadászó-gyűjtögető életmódot folytató emberek még a természet részének tekinthetők, és csak a mezőgazdaság megjelenésével nőtt meg ugrásszerűen az emberiség természetátalakító képessége, tehát a később megjelenő új fajoknál az emberi tevékenység legalább közvetett hatása feltételezhető. Ha a betelepedés ideje vagy módja bizonytalan, és ezért a faj őshonossága nem egyértelműen eldönthető, a rejtetthonosságú fajok közé sorolhatjuk. A 2012-ben megjelent Inváziós növényfajok Magyarországon kiadvány fogalommagyaráztából idézve „nem tekintjük őshonosnak azokat a fajokat, amelyek a jégkorszak előtt előfordultak a területen, de később csak emberi közreműködéssel telepedtek meg újra”.
Magyarországon számos, valóban régen honosult, hagyományos háziállat, törvénnyel hungarukumnak elismert fajta, bár származási helyük nem, vagy nem bizonyosan a Kárpát-medence vagy Európa, definíció („egy ország évszázadok óta szinte változatlan formában tenyészt, így megőrizték ősi vonásaikat, tulajdonságaikat”) szerint magyarul mégis őshonos. Az ilyen, egy fajtán belül a bizonyos tájegység gazdasági, éghajlati adottságaihoz, és tartási viszonyokhoz jól alkalmazkodott állatok és növények alternatív megnevezése a tájfajta. Ezek genetikai megőrzése a 20. század végétől nemzetközi viszonylatban is jelentős szerepet kapott. Az Európai Unióban elindított Euroterroirs mozgalom keretében Magyarországon a 3. ezredfordulón a Magyar Tudományos Akadémia Társadalomkutató Központját bízta meg az állam a kertészeti hungarikumok feltárására és leírására. Ebben definiálták a hazai őshonos fajtákat a 2081/92 EGK-rendeletben foglalt definíciótól való megkülönböztetés céljából, mivel abban csak az eredetvédelmi dokumentumban megjelölt táj jogosult a megnevezett tájfajta kereskedelmi forgalmazására.
Bár több helyen szinonímaként használják, az endemikus élőlényekről általánosságban csupán feltételezik, hogy őshonosak (helyben keletkezettek), legfőbb közös tulajdonságuk az, hogy egy, korlátozott elterjedési területen találhatóak csak meg, sehol máshol, ezért általában az adott terület legértékesebb képviselői, amelyek hathatós védelmet kívánnak. Jelentésbeli ellentéteik a kozmopolita élőlények (melyek nagy területen, akár Földszerte elterjedtek), melyek adott területen szintén lehetnek őshonosak.

## Etnika
Az úgynevezett őshonos (autochton)  kifejezés elsősorban a 20. századi határváltozások következtében a kisebbségi közösségeket leíró kultúrpolitikai fogalom.